# Kantonština
Kantonština či standardní kantonština (čínsky znaky zjednodušené 广州话, tradiční 廣州話) je dialekt čínského jazyka jüe, jímž se hovoří v okolí jihočínských velkoměst Kanton a Šen-čen a také ve zvláštních správních oblastech Hongkong a Macao. Je to nejrozšířenější a nejprestižnější dialekt jazyka jüe. V neposlední řadě díky ekonomickému a kulturnímu rozkvětu Hongkongu pod britskou správou, která trvala do 30. června 1997, získala kantonština velký kulturní význam nejen v rámci Číny, ale i v dalších asijských zemích. V této řeči se točí mnoho filmů a jsou v ní také psány texty pro zpívanou popovou hudbu, tzv. Cantopop (zkráceně pro Cantonese popular music).
Přesný počet mluvčích kantonštiny není vzhledem k nedostatku statistických údajů znám. Hovoří se jí na rozsáhlém území, do kterého patří město Kanton a správní oblasti Hongkong a Macao. Kantonština je také lingua franca nejen v provincii Kuang-tung, ale i uvnitř čínských menšinových společenství v mnoha zemích světa. Jako svůj hlavní jazyk ji používají četné čínské komunity v jihovýchodní Asii, v Kanadě a ve Spojených státech amerických.
Přestože kantonština sdílí hodně slovní zásoby s mandarínštinou, jsou si tyto dva sinitské jazyky vzájemně nesrozumitelné, převážně kvůli fonologickým rozdílům, ale také rozdílům v gramatice a slovní zásobě. Někdy se liší i struktura vět, zejména umístění sloves.
Další rozdíl je v tom, jak je mluvené slovo psáno (psané lidové formy); obojí lze zaznamenat doslovně, ale ne mnoho kantonských mluvčích zná úplný kantonský psaný slovník. Zároveň je psaná kantonština zakázána ve školních pracích a vládních dokumentech, je totiž považována za neformální písmo. Takže je přijata nedoslovná formalizovaná psaná forma, která je více podobná mandarínské psané formě a psaná kantonština se většinou používá v sociálních médiích a online komunikaci. Následkem je situace, kdy kantonské texty v oficiálních dokumentech a mandarínské texty mohou vypadat podobně, ale jsou vyslovovány odlišně, kde kantonským textům na online platformách, jako jsou blogy a fóra, nemohou rodilí mluvčí mandarínštiny plně rozumět, ačkoli mohou hádat stručný význam psaných kantonských textů.

## Postavení kantonštiny v Hongkongu
V Hongkongu má kantonština svou vlastní podobu, tzv. hongkongská kantonština. V Hongkongu je kantonština brána jako kulturní a národní jazyk a zároveň ji jako mateřský jazyk uvedlo 88 % lidí, ale Putonghua (úřední čínštinu) uvedlo pouze 3,9 %. I přes velké počty mluvících však kantonštinu přestávají lidé užívat, a to může být způsobeno několika faktory.
Zavádění úřední čínštiny do škol (72 % základních škol vyučuje v úřední čínštině) má velký podíl na utlačování kantonštiny. Co se týče školství, je nutné zmínit seskupení SCOLAR – Standing Committee on Language Education and Research, které radí a poskytuje informace vládě, jakým způsobem provádět reformy v oblasti školství a jazyků. V rámci tohoto seskupení je a bylo uskutečněno mnoho programů zabývajících se rozvojem jazyka ve školství v Hongkongu. Většina z nich je však činěna ve prospěch pouze Putonghua a angličtiny.
Kantonština je lidmi považována za jazyk, který pomalu ustupuje představě jednotné Číny a tedy i jednotného jazyka v ní. Ve školách (nejen hongkongských) je nahrazována kantonština úřední čínštinou a proto i méně mladých lidí mluví kantonsky. V hongkongských školách byla zavedena „bilingvní a trilingvní“ výuka, což znamená, že děti se učí psanou úřední čínštinu a angličtinu, zatímco mluvit se učí jak úřední čínštinou, angličtinou tak i kantonštinou. I přesto dnes mezi mnoha mladými lidmi není bráno jako privilegium mluvit třemi jazyky a odlišit se tak od zbytku Číňanů, ale kantonština je brána jako jazyk, který se dnes tak hojně neužívá a vyplatí se raději učit „jen“ úřední čínštinu a angličtinu, popřípadě jiné jazyky, které jsou perspektivní.
Mohli jsme zaznamenat reakce na snahu odstranění kantonštiny. Bylo uspořádáno mnoho protestů nebo jsou nespokojené pohledy vyjádřeny také umělecky – při setkáních jsou zpívány písně v kantonštině nebo jsou produkovány písně popové, tzv. Cantonpop a dále jsou kresleny plakáty ve stylu propagandistických plakátů komunismu naznačující problémy kantonštiny.

## Postavení kantonštiny v Číně
Kantonským dialektem se mluví hlavně na jihu Čínské lidové republiky v provincii Guangdong a ve zvláštních správních oblastech Macao a Hongkong. Kantonština byla v této oblasti Číny vždy lingua franca, nejrozšířenějším dialektem, a to i před vznikem Čínské lidové republiky v roce 1949. 
Současnou politikou čínské vlády je šíření mandarínštiny, tzv. obecného jazyka, což je literární forma pekingského dialektu, která se všeobecně používá ve školách a v televizi. V roce 2020 přibližně 80% obyvatel Číny mluví standardní čínštinou. Čína plánuje zvýšit tento podíl na 85% do roku 2025 a případně na 100% do roku 2035. Mnoho mluvčích jiných čínských jazyků se obává ztráty své kulturní identity kvůli šíření používání mandarínské čínštiny. 
V létě 2010 tisíce lidí vyšly do ulic v Guangzhou, hlavním městě provincie Guangdong, poté, co místní výbor vyzval úřady, aby změnily jazyk televizního vysílání ve městě na mandarínštinu. Důvodem bylo, že v listopadu letošního roku se ve městě budou konat Asijské hry a používání jednotného jazyka pomůže turistům i sportovcům lépe se orientovat. Takový krok však obyvatele města jen rozzlobil. Protesty byly rozehnány. 
Podle oficiálních novin People's Daily je kantonština rodným dialektem poloviny obyvatel Guangzhou, zatímco druhá polovina mluví mandarínštinou.
Místní obyvatelé se obávají, že kantonský dialekt postupně ztrácí svou převahu nad mandarínštinou, a to díky velkému přílivu migrantů z jiných oblastí Číny a zavádění mandarínštiny do všech oblastí života. 

## Fonologie

### Výslovnost
Standardní výslovnost kantonštiny je z Kantonu (Guangzhou). Hongkongská kantonština má ve výslovnosti menší variace, ale je ve větší míře identická se standardní Guangzhou kantonštinou.
V Hongkongu a Macau se určité páry fonémů sloučily. Tento jev se nazývá „líná výslovnost“ a je považován za nestandardní výslovnost, na území rozšířen od počátku 20. století.
Jeden z rozdílů mezi výslovností v Hongkongu a Guangzhou je v mnoha slovech nahrazení (/n/) za (/l/), např. ty (你) vyslovované v Guangzhou jako nei5 a v Hongkongu jako lei5.
Iniciály /kʷ/ a /kʷʰ/ mohou být sloučeny do /k/ a /kʰ/, když je následuje /ɔː/. Příklad je ve slově pro zemi (國), vyslovované ve standardním Guangzhou jako gwok, ale jako gok se sloučením. Na rozdíl od výše uvedených dvou rozdílů se toto sloučení nachází vedle standardní výslovnosti v Hongkongu, spíše než aby bylo nahrazeno. Vzdělaní mluvčí se často drží standardní výslovnosti, ale mohou být příkladem sloučené výslovnosti v běžné řeči. Naproti tomu méně vzdělaní mluvčí vyslovují sloučení častěji.

### Tóny
Obecně je kantonština tónový jazyk se šesti fonetickými tóny (v některých dialektech se uvádí až 6 tónů). 
| Typ slabiky                  |                      |                              |                       |                                |                              |                     |
| Název tónu                   | vysoký plochý (陰平) | střední stoupající (陰上)    | střední plochý (陰去) | nízký klesající (陽平)         | nízký stoupající (陽上)      | nízký plochý (陽去) |
| Popis                        | vysoký               | stoupající ze střední polohy | střední               | začíná nízko a klesá ještě níž | začíná nízko a pomalu stoupá | nízký               |
| Yale nebo Jyutpingčíslo tónu | 1                    | 2                            | 3                     | 4                              | 5                            | 6                   |
| Příklad                      | 詩                   | 史                           | 試                    | 時                             | 市                           | 是                  |
| Tónové písmeno               | siː˥, siː˥˧          | siː˧˥                        | siː˧                  | siː˨˩, siː˩                    | siː˩˧                        | siː˨                |
| IPA diakritika               | síː, sîː             | sǐː                          | sīː                   | si̖ː, sı̏ː                       | si̗ː                          | sìː                 |
| Yale diakritika              | sī, sì               | sí                           | si                    | sìh                            | síh                          | sih                 |

## Psaná kantonština
Protože se kantonština používá především v Hongkongu, Macau a poté dalších zámořských komunitách, obvykle se píše tradičními čínskými znaky. Obsahuje však zvláštní znaky i znaky s odlišným významem od psané lidové čínštiny kvůli přítomnosti slov, která ve standardní čínštině buď neexistují, nebo odpovídají mluvené kantonštině. Tento systém psané kantonštiny se často vyskytuje v hovorových kontextech, jako jsou zábavné časopisy a sociální média, stejně jako reklamy.
Naproti tomu standardní čínština se nadále používá ve formální literatuře, odborných a vládních dokumentech, televizních a filmových titulcích a zpravodajských médiích. Nicméně, hovorové znaky mohou být přítomny ve formálních písemných komunikacích, jako jsou právní svědectví a noviny, když je citován jednotlivec, spíše než parafrázování mluvené kantonštiny do standardní psané čínštiny.

## Příklady

### Číslovky
| Kantonsky | Česky |
| --------- | ----- |
| 一, jat   | jeden |
| 二, ji    | dva   |
| 三, saam  | tři   |
| 四, sei   | čtyři |
| 五, ng/m  | pět   |
| 六, luk   | šest  |
| 七, cat   | sedm  |
| 八, baat  | osm   |
| 九, gau   | devět |
| 十, sap   | deset |

## Užitečné fráze
| Kantonsky                             | Česky                   |
| Nei hou! / Haa lou!                   | Ahoj!                   |
| Nei gel hou maa?                      | Jak se máš?             |
| Hou noi mou gin                       | Dlouho jsme se neviděli |
| Sik zo faan mei aa?                   | Jedl jsi?               |
| Zou san!                              | Dobré ráno!             |
| Ng on! / M on!                        | Dobré odpoledne!        |
| Maan on!                              | Dobrý večer!            |
| Zou tau!                              | Dobrou noc!             |
| Nei sik m sik gong gwong dung waa aa? | Mluvíš kantonsky?       |
| Nei sik m sik gong jing man aa?       | Mluvíš anglicky?        |
| Ngo m sik gong gwong dung waa.        | Já nemluvím kantonsky.  |
| Deoi m zyu                            | Promiň                  |
| M hou ji si                           | Promiňte                |
| M goi                                 | Prosím                  |
| Do ze / M goi                         | Děkuji                  |
| M sai haak hei                        | Nemáš zač               |

## Vzorový text
Otčenáš (modlitba Páně):
Ngo mun zoi tin soeng dik fu,
jyun jan dou zyun nei dik ming wai sing,
jyun nei dik gwok gong lam,
jyun nei dik zi ji hang zoi dei soeng,
jyu tung hang zoi tin soeng.
Ngo mun jat jung dik jam sik,
gam jat ci kap ngo mun,
min ngo mun dik zaai,
jyu tung ngo mun min liu jan dik zaai,
bat giu ngo mun jyu gin si taam,
gau ngo mun tyut lei hung ok. Aa mun.

### Všeobecná deklarace lidských práv
| kantonsky (tradičně)     | 人人生出嚟就係自由嘅，喺尊嚴同權利上一律平等。佢哋具有理性同良心，而且應該用兄弟間嘅關係嚟互相對待。 |
| kantonsky (zjednodušeně) | 人人生出嚟就系自由慨，喺尊严同权利上一律平等。渠哋具有理性同良心，而且应该用兄弟间慨关系嚟互相对待 |
| pinyin                   | Yàhnyàhn sàangchēutlàih jauhhaih jihyàuh ge, hái jyùnyìhm tùhng kyùhnléih seuhng yātleuht pìhngdáng. Kéuihdeih geuihyáuh léihsing tùhng lèuhngsàm, yìhche yìnggòi yuhng hìngdaihgāan ge gwàanhaih laih wuhsēung deuidoih. |
| česky                    | Všichni lidé se rodí svobodní a sobě rovní co do důstojnosti a práv. Jsou nadáni rozumem a svědomím a mají spolu jednat v duchu bratrství.                                                                                |